# Вестсайдский вальс
«Вестсайдский вальс» (англ. The West Side Waltz) — американский телефильм канала CBS, основанный на театральной постановке, первое представление которой состоялось в 1987 году.

## Сюжет
Стареющая овдовевшая пианистка Маргарет общается только со своей соседкой скрипачкой Карой. В квартире Кары появляется молодая компаньонка Робин, мечтающая стать актрисой, и кардинально меняет жизнь двух подруг.

## В ролях
- Ширли Маклейн — Маргарет Мэри Элдердайс
- Лайза Миннелли — Кара Варнум
- Дженнифер Грей — Робин Уазо
- Август Шелленберг — Серж
- Хэл Уильямс — Жонно
- Эрнест Томпсон
- Кэти Бейтс

## Интересные факты
- В бродвейской версии «Вестсайдского вальса» главную роль исполнила актриса Кэтрин Хепбёрн, номинированная за эту работу на премию «Тони».